# افلوریا
افلوریا (انگلیسی: Eufloria) یک بازی ویدئویی تک‌نفره برای سکو‌های ویندوز، اندروید، لینوکس، شبکه پلی‌استیشن، آی‌اواس و بلک‌بری پلی‌بوک می‌باشد که توسط اومنی سیستم لیمیتد توسعه و نشر پیدا کرده است.